# نموی کوچک (فیلم ۱۹۱۱)
وینسور مک‌کی: کاریکاتوریست مشهور نیویورک هرالد و کمیک‌های متحرک او (به انگلیسی: Winsor McCay: The Famous Cartoonist of the N.Y. Herald and His Moving Comics)، که بیشتر با عنوان نموی کوچک شناخته می‌شود، پویانمایی کوتاه صامت محصول سال ۱۹۱۱ است که توسط کاریکاتوریست آمریکایی وینسور مک‌کی ساخته شد. نموی کوچک یکی از اولین پویانمایی‌های ساخته‌شده و اولین فیلم مک‌کی بود و شامل شخصیت‌های کمیک استریپ او در  نموی کوچک در سرزمین خواب بود. پویانمایی شخصیت در این فیلم آن را از تجربه‌های پویانمایی‌های قبلی متمایز می‌کند.
مک کی با الهام از ورق‌های پویانمایی که پسرش به خانه آورده بود متوجه قابلیت‌های پویانمایی شد. هرچند که جیمز استوارت بلکتون و امیل کول از جمله کسانی بودند که پیش از مک‌کی در ساخت پویانمایی ظهور کردند اما او به عنوان یکی از اولین افرادی که اینچنین فیلم‌هایی می‌سختند شناخته می‌شود. برای ساخت نموی کوچک، چهار هزار نقاشی کوتاه روی کاغذ برنج کشیده و بعد توسط ویتاگراف و تحت نظارت بلکتون فیلمبرداری شدند. بیشتر زمان پویانمایی در واقع یک سکانس‌اکشن است که مک کی با همکاران خود شرط بسته بود که می‌تواند نقاشی‌هایی درست کند که قابلیت حرکت دارند. وی با ساخت پویانمایی چهار دقیقه‌ای که در آن شخصیت‌های نموی کوچک حضور و تعامل دارند و براساس تصمیم‌های مک‌کی دگرگون می‌شوند، شرط را می‌برد.
نموی کوچک در هشتم آوریل ۱۹۱۱ در سینماها اکران می‌شود و چهار روز بعد مک‌کی از آن در بخشی از نمایش وودویل خود استفاده می‌کند. استقبال خوب از نموی کوچک مک‌کی را تشویق می‌کند که هرکدام از فریم‌ها را با دست رنگ کند و زمان بیشتری را به ساخت پویانمایی اختصاص دهد. او پس از نموی کوچک، در سال ۱۹۱۲ پویانمایی  یک پشه چگونه عمل می‌کند و در سال ۱۹۱۴ پویانمایی مشهور خود، گرتی داینسور را می‌سازد.

## پیش‌زمینه
وینسور مک‌کی (زاده حدودی ۱۸۶۷–۷۱ - مرگ ۱۹۳۴)  تا پیش از اینکه به خلق داستان‌های مصور برای روزنامه مانند  رویای عفریتِ نادر (۱۹۰۴–۱۱) و خصوصاً نمو در سرزمین خواب (۱۴–۱۹۰۵) که مهم‌ترین اثرش به‌شمار می‌رفت، روی آورد، نقاش تبلیغاتی پرکاری بود   . در سال ۱۹۰۶، مک‌کی شروع به اجرای نمایش در سیرک وودویل کرد که در آن گفتگوی گچی را اجرا می‌کرد و پیش روی مخاطبان طراحی انجام می‌داد. 
مک‌کی با الهام از ورق‌های پویانمایی که پسرش رابرات به خانه آورده بود، به فکر افتاد که امکان پویایی تصاویر نقاشی‌ها وجود دارد.  او که در آن زمان در اوایل دهه چهل زندگی خود بود،  ادعا کرد که «اولین انسانی است که پویانمایی می‌سازد»،  با این حال او به احتمال زیاد با کارهای اولیه جیمز استوارت بلکتون و امیل کوهل فرانسوی نیز آشنایی داشت  در سال ۱۹۰۰، بلکتون فیلم طراحی سحرآمیز را در سبک فیلمِ ترفند ساخت که در آن هنرمندی با نقاشی روی مداد تعامل برقرار می‌کند.  بلکتون در سال ۱۹۰۶ از نقاشی‌های با گچ برای ساخت فیلم  حالات خنده‌دار صورت‌های شوخ استفاده کرد،  و از ترفندهای استاپ موشن برای پویایی صحنه‌ای در فیلم هتل جن‌زده (۱۹۰۷) استفاده کرد.  فیلم‌های کوهل، مانند  فانتاسماگوریه (۱۹۰۸)، تکه‌هایی رؤیایی و غیر روایی بودند که در آنها شخصیت‌ها و صحنه‌ها پی در پی شکل و ساخت خود را تغییر می‌دادند. فیلم‌های کوهل برای اولین بار در سال ۱۹۰۹ در ایالات متحده پخش شد که همان سالی می‌شد که مک کی گفت او برای اولین بار به پویانمایی علاقه‌مند شده بود. طبق گفته جان کینمیکر، زندگینامه‌نویس مک کی، او ویژگی‌های تعاملی فیلم‌های بلکتون را با خصوصیات انتزاعی و تغییرشکلی کوهل در فیلم‌های خودش در هم آمیخت.  در فیلم‌های هر سه آنها، یک هنرمند باپویانمایی در برهم‌کنش است. 

### نموی کوچولو
شاهکار بزرگ مک‌کی یعنی[۱۳]  نمو کوچک در سرزمین خواب در اکتبر ۱۹۰۵ به شکل کمیک یک‌شنبه و تمام صفحه در نیویورک هرالد چاپ شد.  شخصیت کودک آن، که ظاهرش بر اساس فرزند مک‌کی کشیده شده بود،  خواب‌های شگفت‌انگیزی داشت که با بیداری شدنش در آخرین بخش پایان می‌یابد. مک کین در این کمیک استریپ با زمان‌بندی و ضربآهنگ، شکل صفحه کمیک‌ها، اندازه و شکل قاب‌ها، چشم‌انداز و جزئیات معماری و سایر موارد دست به آزمایش زد. 

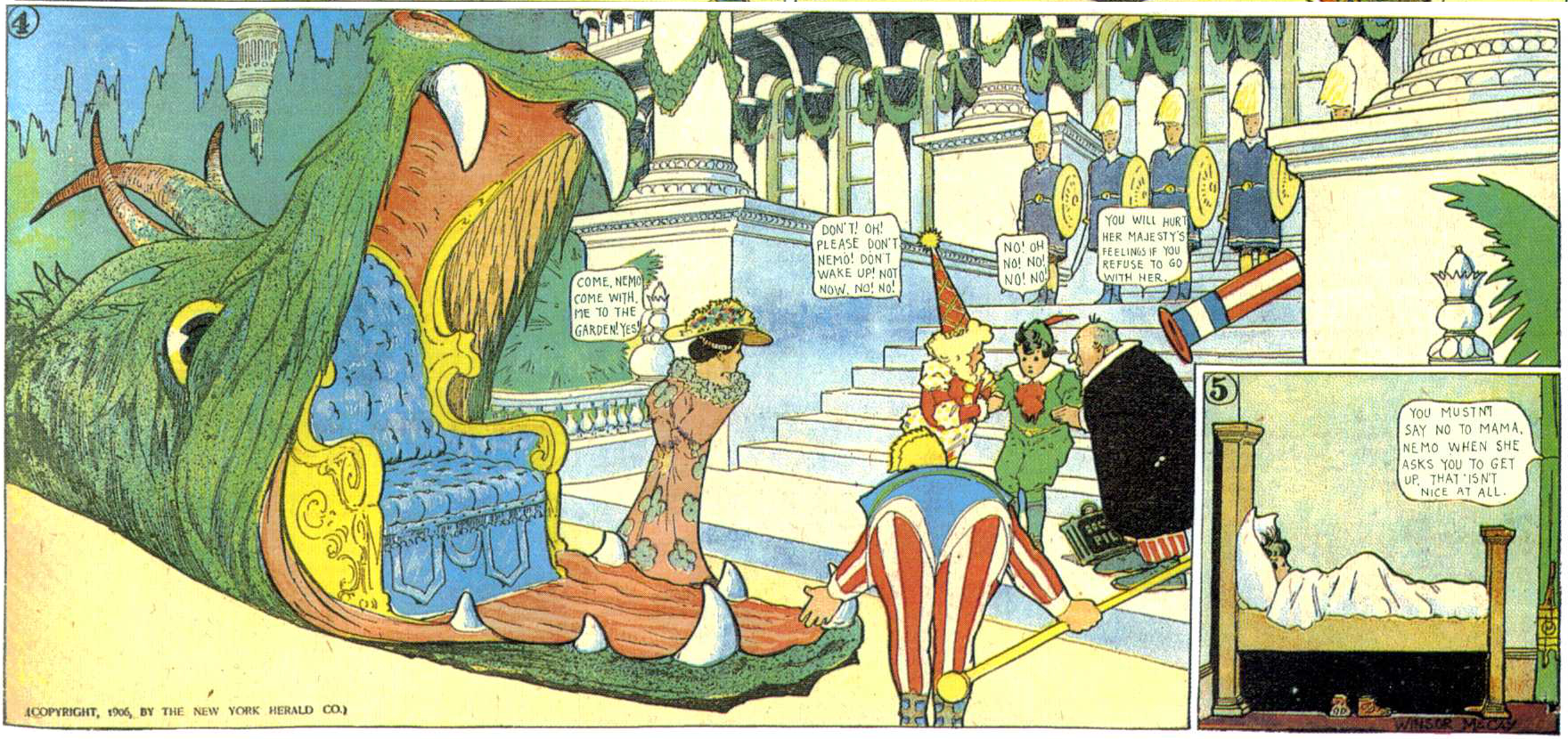
کمیک استریپ نمو کوچک در سرزمین خواب که به شاهکار مک‌کی (۲۲ ژوئیه ۱۹۰۶) معروف است.

تعدادی دیگر اقتباس نیز از این کمیک استریپ ساخته شده‌است. نمایش پرخرج صد هزار دلاری نموی کوچک با آهنگسازی متن ویکتور هربرت  و ترانه‌های هری بی. اسمیت  تمامی بلیط‌هایش را در سال ۱۹۰۷ فروخت. فیلم بلند  مشترک آمریکایی-ژاپنی  نموی کوچک: ماجراهایی در سرزمین خواب در سال ۱۹۸۹ با کمک‌های ری بردبری، کریس کلمبوس و ژان ژیرو ساخته شد.   نموی کوچک: استاد رؤیا بازی رایانه‌ای سکویی اقتباسی محصول ۱۹۹۰ بود که از روی فیلم ۱۹۸۹ ساخته شد. 

## خلاصه داستان
پس از اعتباری که مک‌کی از عناوینی همچون «کاریکاتوریست مشهور نیویورک هرالد»  و «اولین هنرمندی که سعی در ترسیم عکس‌هایی دارد که حرکت خواهند کرد» به دست آورد،  او با گروهی از همکاران، یک کاریکاتوریست به نام جورج مک‌مانوس، یک بازیگر به نام جان بانی  و یک ناشر به نام یوجین وی. بروستر  به رستورانی رفتند. مک کی بر سر اینکه می‌تواند در عرض یک ماه ۴۰۰۰ تصویر پویا بکشد شرط می‌بندد. گروهی که در رستوران بودند به او می‌خندند و او را مست و دیوانه خطاب می‌کنند. قرار می‌شود مک‌کی در استودیویی کار کند که در آنجا کارکنان را در میان بسته‌های کاغذ و بشکه‌های جوهر راهنمایی می‌کند. یک ماه بعد، مک‌کی همکاران خود را مقابل یک پروژکتور فیلم جمع می‌کند. او به سرعت شخصیت‌های کمیک استریپ خود یعنی نموی کوچک را ترسیم می‌کند. 
مک کی نقاشی از شخصیت فلیپ در داستان را در شکاف چوبی جلوی دوربین قرار می‌دهد. واژه‌های «به من نگاه کنید که حرکت می‌کنم» (به انگلیسی: Watch me move) بالای سر فلیپ ظاهر می‌شود، و او در حالی که سیگار می‌کشد شروع به ژست گرفتن می‌کند. سپس توده‌هایی از آسمان سقوط می‌کنند و شخصیت ایمپای را می‌سازند. در این حین تصویر این دو زوج پی در پی مغشوش، ناپدید و ظاهر می‌شود و در نهایت نموی کوچک با لباس جادویی پدیدار می‌گردد. نمو مانع از مبارزه این دو نفر می‌شود و شکل آنها را به اختیار درمی‌آورد - او با بالا و پایین کردن بازوهای خود آنها را کش می‌آورد و خرد می‌کند. نمو سپس شاهزاده خانم را ترسیم می‌کند و او را به زندگی پویانمایی می‌آورد. به او گل رزی که همانگاه در همان نزدیکی رشد کرده‌است می‌دهد و همین زمان اژدهایی غول پیکر نیز به همین شکل ظاهر می‌شود.  این زوج بر تختی که در دهان اژدها است جلوس می‌کنند و همچنان که اژدها آنها را می‌برد، برای مخاطبان دست تکان می‌دهند. 
فلیپ و ایمپای تلاش می‌کنند که اژدها را با یک خودروی قراضه دنبال کنند اما در حین تعقیب، خودرو منفجر می‌شود و آنها را به هوا پرتاب می‌کند. دکتر پیل برای کمک به آنجا می‌آید، اما تا زمانی که فلیپ و ایمی از آسمان به زمین بیفتد، کسی را پیدا نمی‌کنند. این دو به دکتر پیل کمک می‌کنند تا روی پاهای خود بایستند و سپس پویانمایی ثابت می‌شود. دوربین به عقب می‌رود و شماره سریال "شماره ۴۰۰۰" را نشان می‌دهد که تصویر را بر انگشت شست نگه داشته‌است.  این در واقع آخرین نما در پویانمایی است

## ساخت
تا اواخر سال ۱۹۱۰، مک کی ۴۰۰۰ نقاشی برنجی را برای بخش متحرک فیلم ساخته بود که به هر یک شماره سریالی اختصاص داده شده بود، و برای ثبت چاپ در گوشه بالایی آنها نشانی ایجاد می‌شد. برای آسانی کار، این نقاشی‌ها بر روی ورق‌های مقوا سوار شده‌اند تا از آنها فیلم گرفته شود. قبل از اینکه از آنها فیلم بگیرند نیز، نقاشی‌ها روی میلگرد ۲۴×۱۲×۲۰ اینچ (۶۱×۳۰×۵۱ سانتیمتر) تغییربین قراره داده شدند تا مطمئن شوند که فیلم روانی لازم را دارد. فیلمبرداری در ویتاگراف تحت نظارت بلکتون انجام شد.  بخش متحرک حدود چهار دقیقه ازکل فیلم بود.  مک‌کی تنها در یکی از صحنه از سل پویانمایی برای یک صحنه تکرارشونده استفاده کرد: او از یک سری هفت‌تایی نقاشی شش بار (سه رو به جلو، سه عقب) استفاده کرد که فلیپ سیگار خود را سه بار بالا و پایین در دهان خود بکشد. . مک کی در فیلم‌های بعدی خود از این تکنیک استفاده گسترده‌تری کرد. 

## سبک

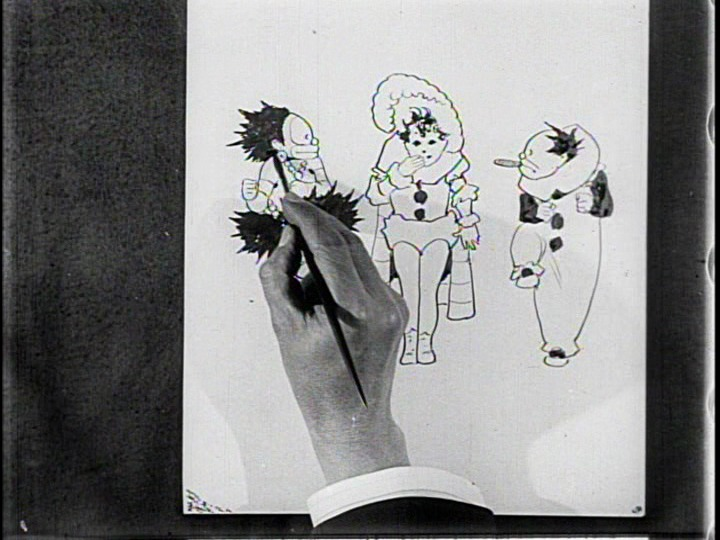
وینسور مک‌کی سه شخصیت نموی کوچک را ترسیم کرده‌است: ایمپای، نمو و فلیپ.

طرح‌های مک‌کی به سبک هنر نو که برای خوانندگان کمیک‌های وی آشنا بود هستند.  نموی کوچک به دلیل پویانمایی شخصیت شدیدی که داشت، آن را از فیلم‌های بلکتون و کوهل متمایز می‌کرد.  پویانمایی‌های او تا سال ۱۹۱۴ و ساخت گرتی دایناسور هیچ پس‌زمینه‌ای نداشتند.  مک کی تسلط خود بر ژرفنمایی را در صحنه‌هایی مانند وقتی که اژدها به آرامی در بی‌نهایت دور می‌شود، به نمایش می‌گذارد. 
استقبال مثبت از پویانمایی باعث شد مک‌کی هر یک از قاب‌های ۳۵ میلی‌متری که در اصل سیاه و سفید بوندن را رنگ‌آمیزی کند.  ارابه اژدها که نمو و پرنسس بر آن می‌نشیتند در اصل ابتدا در سه قسمت از نمو کوچک در سرزمین خواب در اواسط سال ۱۹۰۶ ظاهر شده بودند. 

## بازخورد و میراث
نموی کوچک در هشتم آوریل ۱۹۱۱ توسط شرکت پخش ویتوگراف به نمایش درآمد. مک‌کی آن را در بخش آغازسین نمایش وودویل خود کرد در دوازدهم آوریل قرار داد.  نموی کوچک در میان بینندگان محبوبیت به دست آورد و بازخوردهای مثبتی دریافت کرد. مجله فیلم  دنیای نماهای متحرک نمو را یک اثر تحسین‌برانگیز خواند … یکی از آن فیلم‌هایی که میراث تبلیغاتی ذاتی در طیفی گسترده دارد و همه جا شناخته می‌شود.  مورنینگ تلگراف فیلم جدید مک‌کی را «حتی پیشرفتی بالاتر از کار قبلی او» خواند و مک‌کی را در «فهرست آبی» خود در برترین وودویل‌های بازیگران و نمایشگران جای داد.  در سال ۱۹۳۸ معمار کلود براگدون هیجان و شوری که از دیدن فیلم داشت را اینطور تشریح کرد که: «شاهد تولد هنر نویی بودم». [۳۱] نمو در همان هفته بر روی صحنه تئاترها به نمایش درآمد، اما مک‌کی نسخه نمایشی از دو فیلم بعدی خود، یعنی  چگونه یک پشه عمل می‌کند (۱۹۱۲) و گرتی دایناسور (۱۹۱۴)، تا بعد از اجراهای صحنه به تعویق انداخت.
تاریخدان پویانمایی، جیانالبترتو بندازی، رشته تصاویر متغیر بدون داستان نمو را بیش از ظرفیت آن زمان پویانمایی برای معرفی این هنر خواند. بندازی این‌طور نوشت که مک کی در اثر بعدی خود یعنی یک پشه چطور عمل می‌کند، بر این ظرفیت بالا غلبه کرد. 
روش کار مک‌کی پر زحمت بود و پویانماها روش‌هایی برای کاهش حجم کار و بالا بردن سرعت تولید توسعه دادند تا بتوانند درخواست‌های بالا برای پویانمایی را پوشش دهند. در عرض چند سال پس از انتشار نمو، تکنیک دندانه‌ای رائول باره کانادایی همراه با کاغدهای سلولوئیدی آمریکایی که ارل هرد گسترش داده بود، تبدیل به روشی جهان‌گیر در تولید پویانمایی شد.  در سال ۱۹۱۶، مک کی خودش با استفاده از کاغدهای سلولوئیدی ساخت پویانمایی  "غرق شدن لوزیتانیا" (۱۹۱۸) را آغاز کرد. 
در سال ۲۰۰۹، نموی کوچک برای حفظ در فهرست ملی فیلم‌های آمریکا توسط کتابخانه کنگره به دلیل «دستاورد سترگ فرهنگی، تاریخی و زیبایی‌شناختی» انتخاب شد.

### استنادها
1. ↑  Canemaker 2005, p. 22.
2. ↑  Merkl 2007, p. 478.
3. ↑  Canemaker 2005, p. 97.
4. ↑  Canemaker 2005, p. 164.
5. ↑  Canemaker 2005, p. 229.
6. ↑  Eagan 2010.
7. 1 2 3 4 5 6 7 8 9 10 11 12 13 14 15 16 17 18 19 20 21 22  Canemaker 2005.
8. 1 2 3  Barrier 2003.
9. 1 2 3 4 5 6 7  Bukatman 2012.
10. 1 2  Crafton 1993.
11. ↑  Harvey 1994.
12. ↑  Grant 2006.
13. ↑  Weiss 2009.
14. ↑  Keil & Singer 2009.
15. ↑  Smith 1977.
16. ↑  Crafton 2005.
17. ↑  Bendazzi 1994.
18. ↑  "Complete National Film Registry Listing | Film Registry | National Film Preservation Board | Programs at the Library of Congress | Library of Congress". Library of Congress, Washington, D.C. 20540 USA. Retrieved 2020-05-04.
19. ↑  "Michael Jackson, the Muppets and Early Cinema Tapped for Preservation in 2009 Library of Congress National Film Registry". Library of Congress. December 30, 2009. Retrieved December 31, 2009.

### آثار ذکر شده
- Barrier, Michael (2003). Hollywood Cartoons: American Animation in Its Golden Age. Oxford University Press. ISBN 978-0-19-516729-0.
- Beckerman, Howard (2003). Animation: The Whole Story. Skyhorse Publishing. ISBN 978-1-58115-301-9.
- Bendazzi, Giannalberto (1994). Cartoons: One Hundred Years of Cinema Animation. Indiana University, Folklore Institute. ISBN 978-0-253-31168-9.
- Bragdon, Claude (1938). More Lives Than One. Cosimo, Inc. ISBN 978-1-59605-359-5.
- Bukatman, Scott (2012). The Poetics of Slumberland: Animated Spirits and the Animating Spirit. University of California Press. ISBN 978-0-520-95150-1.
- Canemaker, John (2005). Winsor McCay: His Life and Art (Revised ed.). Abrams Books. ISBN 978-0-8109-5941-5.
- Canwell, Bruce (2009).  Mullaney, Dean (ed.). Bringing Up Father: From Sea to Shining Sea the Cross-Country Tour of 1939–1940. IDW Publishing. ISBN 978-1-60010-508-1.
- Crafton, Donald (1993). Before Mickey: The Animated Film 1898–1928. University of Chicago Press. ISBN 978-0-226-11667-9.
- Crafton, Donald (2005). "Animation".  In Abel, Richard (ed.). Encyclopedia of Early Cinema. Taylor & Francis. pp. 25–29. ISBN 978-0-415-23440-5.
- Dover editors (1973). Dreams of the Rarebit Fiend. Dover Publications. ISBN 978-0-486-21347-7. {{cite book}}: |author= has generic name (help)
- Eagan, Daniel (2010). America's Film Legacy: The Authoritative Guide to the Landmark Movies in the National Film Registry. Continuum International Publishing Group. ISBN 978-0-8264-2977-3.
- Grant, John (2006). Animated Movies Facts, Figures & Fun. AAPPL. ISBN 978-1-904332-52-7.
- Harvey, Robert C. (1994). The Art of the Funnies: An Aesthetic History. University Press of Mississippi. ISBN 978-0-87805-612-5.
- Hubbard, Amy (October 15, 2012). "Celebrating Little Nemo by Winsor McCay; his 'demons' made him do it". Los Angeles Times. Retrieved December 15, 2012.
- Keil, Charlie; Singer, Ben (2009). American Cinema of the 1910s: Themes and Variations. Rutgers University Press. ISBN 978-0-8135-4445-8.
- Merkl, Ulrich (2007). The Complete Dream of the Rarebit Fiend (1904–1913) by Winsor McCay "Silas" (.doc). Catalog of episodes & text of the book: Ulrich Merkl. ISBN 978-3-00-020751-8. (on included DVD)
- Sabin, Roger (1993). Adult Comics: An Introduction. Routledge. ISBN 978-0-415-04419-6.
- Smith, Conrad (Summer 1977). "The Early History of Animation: Saturday Morning TV Discovers 1915". Journal of the University Film Association. 29 (3): 23–30. JSTOR 20687377.
- Weiss, Brett (2009). Classic Home Video Games, 1985–1988: A Complete Reference Guide. McFarland. ISBN 978-1-4766-0141-0.
- Winokur, Mark (2012). "Creole Cartoons".  In Kessel, Martina; Merziger, Patrick (eds.). The Politics of Humour: Laughter, Inclusion, and Exclusion in the Twentieth Century. University of Toronto Press. pp. 52–81. ISBN 978-1-4426-4292-8.